# Раунд-Гілл (Вірджинія)
Раунд-Гілл (англ. Round Hill) — місто (англ. town) в США, в окрузі Лаудун штату Вірджинія. Населення — 693 особи (2020).

## Географія
Раунд-Гілл розташований за координатами 39°7′55″ пн. ш. 77°46′5″ зх. д. / 39.13194° пн. ш. 77.76806° зх. д. (39.131857, -77.768083).  За даними Бюро перепису населення США в 2010 році місто мало площу 0,96 км², з яких 0,95 км² — суходіл та 0,01 км² — водойми.

## Демографія
Згідно з переписом 2010 року, у місті мешкало 539 осіб у 202 домогосподарствах у складі 155 родин. Густота населення становила 564 особи/км².  Було 218 помешкань (228/км²).
Расовий склад населення:
| - 93,3 % — білих - 2,8 % — чорних або афроамериканців - 1,1 % — азіатів - 0,2 % — корінних американців - 1,7 % — осіб інших рас |

До двох чи більше рас належало 0,9 %. Частка іспаномовних становила 3,5 % від усіх жителів.
За віковим діапазоном населення розподілялося таким чином: 29,1 % — особи молодші 18 років, 61,3 % — особи у віці 18—64 років, 9,6 % — особи у віці 65 років та старші. Медіана віку мешканця становила 40,5 року. На 100 осіб жіночої статі у місті припадало 94,6 чоловіків;  на 100 жінок у віці від 18 років та старших — 89,1 чоловіків також старших 18 років.
Середній дохід на одне домашнє господарство  становив 151 701 долар США (медіана — 114 167), а середній дохід на одну сім'ю — 162 370 доларів (медіана — 116 250). За межею бідності перебувало 0,9 % осіб, у тому числі 1,3 % дітей у віці до 18 років та 0,0 % осіб у віці 65 років та старших.
Цивільне працевлаштоване населення становило 282 особи. Основні галузі зайнятості: науковці, спеціалісти, менеджери — 22,3 %, освіта, охорона здоров'я та соціальна допомога — 18,1 %, роздрібна торгівля — 9,9 %, будівництво — 9,2 %.